# Melanotaenia exquisita
Melanotaenia exquisita é uma espécie de peixe da família Melanotaeniidae.
É endémica da Austrália.